# 福興鄉 (台灣)
福興鄉位於臺灣彰化縣西部，西濱臺灣海峽，北鄰鹿港鎮，東連秀水鄉，南接埔鹽鄉、二林鎮、芳苑鄉。鄉內人口約4.5萬人，為彰化縣的人口第一大鄉。

## 歷史
鹿港一帶往昔屬平埔原住民巴布薩族（Babuza）馬芝遴社社域，福興鄉今仍留有番社村、番婆村、社尾村及十五番（鎮平村）等地名。福興鄉漢人移民多半來自福建省泉州府，遠自明末清初，鹿港繁榮時期，陸續由鹿港及王功一帶港口進入福興，有些跟隨延平郡王鄭成功來台，初住沿海，漸入鄉內，開荒墾殖。至雍正年間，台灣、福建兩地人民來往較密，戶口逐年增加，擴散分佈於現在的福興鄉。 清朝末年，福興鄉隸屬於彰化縣馬芝遴堡。
明治28年（1895年）日治時代，隸屬台灣縣彰化出張所（後改為鹿港出張所）馬芝堡，明治30年(1897)，改隸台中縣鹿港辦務署馬芝堡，主要分為番社、洪堀寮兩區，掌理鄉里庶政。明治34年（1901年）廢置縣，轉屬彰化廳鹿港支廳馬芝堡，明治42年(1909年)，又改隸台中廳鹿港支廳馬芝堡，轄內分洪堀寮、頂厝、番社三區共11庄。大正9年（1920年）十月官制革新實施地方自治，除秀厝、西勢、同安、三和、鎮平、麥厝、廈粘、頂粘自有住所番地之外，餘番地統稱為台中州彰化郡福興庄，各庄設有保甲。
民國三十四年（1945年）第二次世界大戰結束，更名為福興鄉，但隸屬於台中縣彰化區管轄，置鄉公所於原庄役場之原址，分為二十二村二二六鄰。民國三十九年（1950年）台灣省行政區域調整，福興鄉隸屬彰化縣。民國七十七年（1988年），鄰再次調整增為二五四鄰，至今亦同。

## 人口
根據彰化縣福興鄉戶政事務所統計，2024年底福興鄉戶數約1.4萬戶，人口約4.5萬人，鄉內人口最多與最少的村分別是福興村與萬豐村，2024年底兩村人口分別為4,102人與898人。

## 政治

### 歷任首長
福興長
| 任次 | 姓名           | 備註                                 |
| ---- | -------------- | ------------------------------------ |
| 初   | 潘邦治         | 1920年十二月-1932 巴布薩族馬芝遴社人 |
| 2    | 許媽癸(許文葵) | 1933-1936                            |
| 3    | 許金圳         | 1937-1939                            |
| 末   | 佐藤清四郎     | 1940-1944                            |

福興鄉長
| 任次 | 姓名   | 備註     |
| ---- | ------ | -------- |
| 1    | 許金圳 | 二戰結束 |
| 2    | 李炳樋 |          |
| 3    | 謝克昌 |          |

| 任次 | 姓名   | 備註             |
| ---- | ------ | ---------------- |
| 1    | 許瑞田 | 鄉代選舉鄉長     |
| 2    | 許瑞田 | 鄉民直選鄉長     |
| 3    | 謝銀來 |                  |
| 4    | 謝銀來 |                  |
| 5    | 黃清嶺 |                  |
| 6    | 呂炳旺 |                  |
| 7    | 呂炳旺 |                  |
| 8    | 徐榮標 |                  |
| 9    | 粘富雄 |                  |
| 10   | 粘富雄 |                  |
| 11   | 林聖哲 |                  |
| 12   | 林進興 |                  |
| 13   | 陳文福 |                  |
| 14   | 鄭金盛 |                  |
| 15   | 鄭金盛 |                  |
| 16   | 粘禮淞 |                  |
| 17   | 粘禮淞 |                  |
| 18   | 蔣煙燈 | 首位民進黨籍鄉長 |
| 19   | 蔣煙燈 | 現任             |

### 鄉政組織

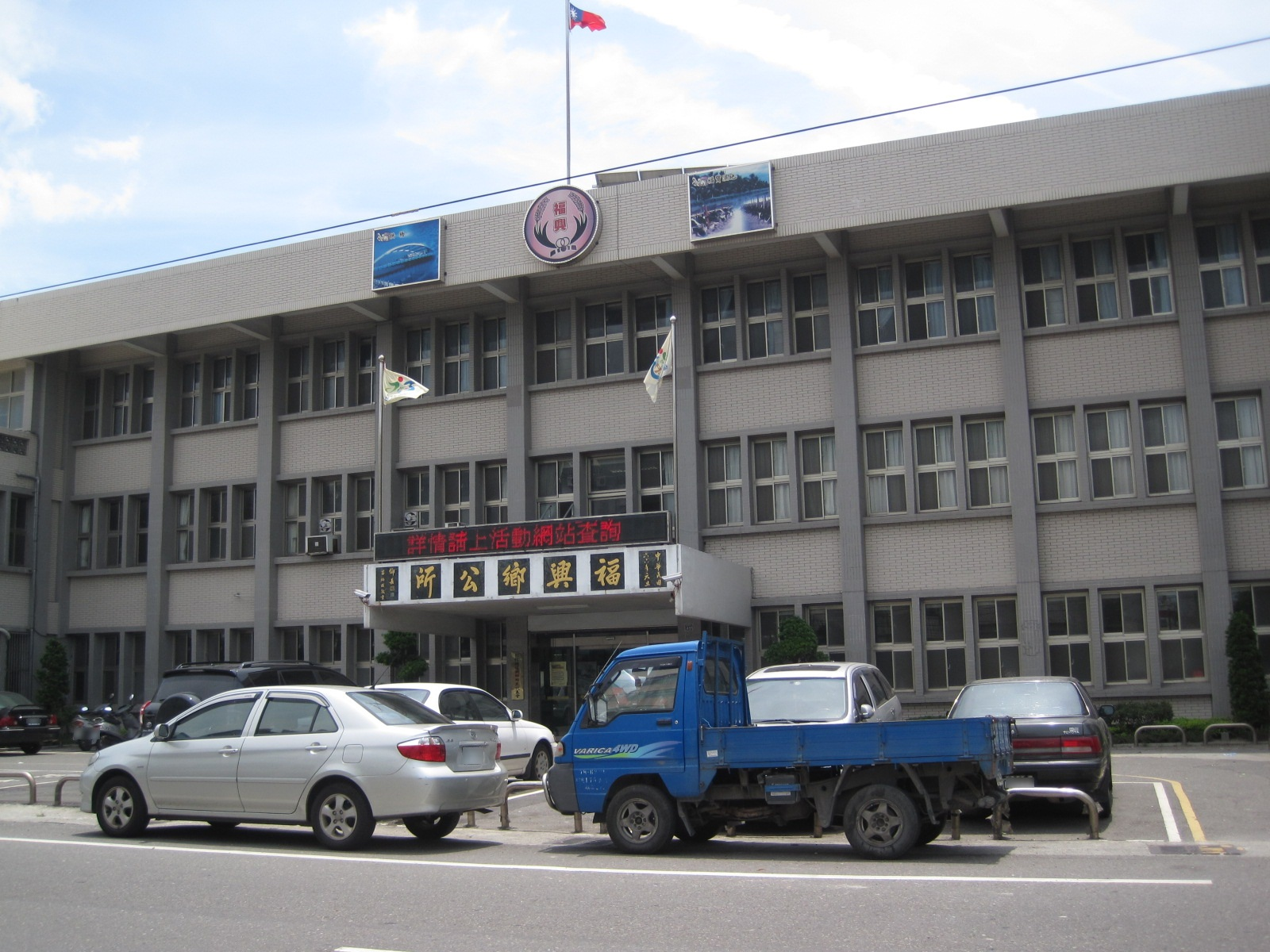
福興鄉公所

福興鄉公所是福興鄉最高層級的地方行政機關，在中華民國政府架構中為鄉自治的行政機關，同時負責執行縣政府及中央機關委辦事項，福興鄉的自治監督機關為彰化縣政府。鄉長由全體鄉民直接選舉產生，任期為四年，可連選連任一次。福興鄉公所並置鄉政會議，為鄉政最高決策機構，在鄉長之下，設有6課3室等9個內部單位及3個附屬機關。
福興鄉民代表會是福興鄉的最高民意機關，代表福興鄉全體鄉民立法和監察鄉政。鄉民代表由公民直選選出，任期為四年，可連選連任。福興鄉民代表會共有11位鄉民代表，分別為第一選區3席鄉民代表、第二選區3席鄉民代表、第三選區代表5席鄉民代表，主席、副主席由11位鄉代表互選產生。

### 行政區
- 三汴村（村長林義山）、萬豐村（村長王美齡）、元中村（村長梁煮賔）、外中村（村長王萬貴）、外埔村（村長陳銘富）、大崙村（村長陳水立）、番婆村（村長許信民）
- 橋頭村（村長許漢宗）、社尾村（村長陳河傳）、番社村（村長邱羿樺）、西勢村（村長陳琬美）、同安村（村長卓鋕蒼）、秀厝村（村長莊春長）
- 福興村（村長林建志）、福南村（村長洪旭峯）、鎮平村（村長許誠龍）、三和村（村長黃于甄）、二港村（村長黃炳春）、福寶村（村長黃耀輝）、頂粘村（村長粘財本）
- 廈粘村（村長粘昆在）、麥厝村（村長梁國忠）

## 經濟

### 農業
- 酪農：福寶村、頂粘村

1973年成立福寶酪農專業，乳牛養殖密度居全台之冠
- 豌豆：外中村、元中村、外埔村、三汴村、大崙村

1984年設立的外中豌豆市場是全台重要的交易集散地
- 甘藷：冠軍甘藷生產合作社、慶全農產行

率先進行契作將農業進行企業化經營
- 西瓜：三和村、麥厝村
- 掃帚草：秀厝村
- 蚵（牡蠣）：福寶村、頂粘村、廈粘村

利用福寶溼地潮間帶淺海養殖牡蠣，亦是旅遊景點

### 工業
- 福興產業園區：彰化縣福興鄉萬豐村福工路1號（緊臨）

面積45.2公頃於1973年9月設立

### 連鎖店
| 店家名稱                   | 營業時間    | 服務地址                | 備註       |
| -------------------------- | ----------- | ----------------------- | ---------- |
| 台灣楓康超市               | 07:00~22:00 | 福興鄉中正路226號       | 附設停車場 |
| 大台中五金百貨生活館       | 09:00~22:00 | 福興鄉中正路210號       | 附設停車場 |
| 全聯福利中心（福興店）     | 07:30~22:30 | 福興鄉沿海路五段363號   | 附設停車場 |
| 全聯福利中心（員鹿店）     | 07:30~22:30 | 福興鄉員鹿路2段88號     | 附設停車場 |
| 振宇五金連鎖超商（鹿港店） | 07:00~22:00 | 福興鄉文化街100號       | 附設停車場 |
| 喜美生鮮超市（沿海店）     | 08:00~22:30 | 福興鄉沿海路5段295號    |            |
| 燦坤3C（鹿港店）           | 11:00~22:00 | 福興鄉彰鹿路七段612號   | 附設停車場 |
| 全國電子（鹿港二店）       | 10:00~22:00 | 福興鄉橋頭村中正路139號 |            |
| 六扇門時尚湯鍋-鹿港店      | 11:00~22:00 | 福興鄉橋頭村中正路141號 |            |

## 教育

### 國民中學
- 彰化縣立福興國民中學
- 彰化縣立鹿港國民中學[註 1]

### 國民小學
- 彰化縣福興鄉大興國民小學
- 彰化縣福興鄉日新國民小學
- 彰化縣福興鄉永豐國民小學
- 彰化縣福興鄉管嶼國民小學
- 彰化縣福興鄉文昌國民小學
- 彰化縣福興鄉西勢國民小學
- 彰化縣福興鄉育新國民小學

## 交通

### 公路

#### 省道
- 台17線（濱海公路）：鹿港鎮－福興鄉－芳苑鄉
- 台19線（彰水路）：秀水鄉－福興鄉－埔鹽鄉
- 台61線（西濱快速公路）
  - 福興交流道（180），現可透過縣道144號連接台76線連接 國道一號
  - 漢寶交流道（185），可連接台17線
- 台76線（東西快速公路 草屯－漢寶）
  - 埔鹽交流道（11）

#### 縣道
- 縣道142號（彰鹿路）：鹿港鎮－福興鄉－秀水鄉
- 縣道144號（台76線員林大排橋下側車道）：福興鄉－秀水鄉、埔鹽鄉
- 縣道146號（員鹿路）：鹿港鎮－福興鄉－埔鹽鄉
  - 縣道146甲線（番花路）：福興鄉－秀水鄉－花壇鄉

### 公車客運
客運公車目前於福興鄉內無分站或營業所
- 彰化客運：

路線：鹿港鎮 - 福興 - 彰化市（可至台鐵彰化站） - 台中市（可至高鐵台中站），鹿港鎮 - 福興 - 彰化市（可至台鐵彰化站） - 南投縣
- 員林客運：

路線：鹿港鎮 - 福興 - 溪湖鎮 - 埔心鄉 - 員林市（台鐵員林站），：鹿港鎮 - 福興 - 王功，假日加開 鹿港鎮 - 福興 - 王功 - 大城鄉
- 中鹿客運：彰化縣鹿港鎮民權路208號（近鎮公所）

路線：鹿港鎮 - 福興 - 彰化市（交流道下） - 台中市（可至台鐵台中站）

### 公共自行車
- YouBike 微笑單車[6]

站點：福興第一停車場（近福興榖倉）

## 旅遊[7]
縣定歷史建築
- 福興穀倉：橋頭村復興路27號; 鹿港車站、文開書院往北500公尺（福興鄉農會）。

日治時代古建築分為3個建築群體：16間穀倉、碾米機房、米庫（免費參觀）；目前大部份非民俗類之大型活動（如：乳牛節）皆在此舉行。。
- 福興外埔機場防空砲台：番婆村番婆街51之12號旁、外埔村復興路28號前

兩座日治時代外埔飛行場的防空塔，當時碉堡內設有高射炮及機槍，以防衛機場安全，在台中，台南，岡山，屏東也尚存數座。
著名景點
- 拱橋：龍舟路與福興鄉沿海路交叉口

原為台灣端午節三大（北淡水河、中福鹿溪、南愛河）划龍舟場地，因修建道路及道路完工後舉辦活動可能造成嚴重堵車疑慮，而將賽事移往吉安水道，此處現建為親水觀景台。於2013年至2017年連續5年於中秋節前舉辦台灣國際競技龍舟錦標賽。2015年「鹿港慶端陽」重頭戲端午龍舟賽重新移回此處舉辦，並在2016年首創夜間龍舟賽，並於以後皆將在此舉辦。
- 三清三元宮貝殼廟：福興鄉振興巷10之1號（拱橋往沿海路往南約1公里）

屋主黃奇春先生以個人興趣於1970年徒手自行建造以貝殼為主要裝飾之藝術品，內除了貝殼為主藝術品外尚有小型觀賞魚池、小型動物園及石雕石頭藝品；自由參觀無收取任何費用，但貝殼為易碎品請使用眼睛觀賞即可勿用手觸摸。
- 福寶溼地(福寶教育生態園區)（屬彰化海岸濕地）：貝殼廟往西約3公里或與交叉口往西南約1.5公里（福興鄉福寶村、頂粘村）

因地層下陷土地鹽化，不適耕種而放任野鳥聚集外加設置多處觀景台，逐步成為自然生態保護區，含福寶燈塔與漂流木園區，北鄰隔吉安水道與彰濱工業區鹿港區對望，西臨台灣海峽，東鄰舊濁水溪（東螺溪）出海口；區內有全國最密集酪農區可近觀了解乳牛生態與榨乳過程；此處十分適合自行車旅遊；地方特產鮮蚵、牛奶冰棒。
- 福寶乳牛彩繪村：彰化縣福興鄉福寶村

村長黃耀輝為了打造出乳牛的意象，與兒子黃明宗一起將村內房舍建築的外牆一面面重新漆上明亮的色彩，並畫上許多姿態各異的可愛乳牛圖案。請來曾參與過台南藍晒圖繪製工作的卓永和先生一起參與，與兒子和其他村民共同協助下，開始創造獨屬於福寶村的藍晒圖。
- 粘氏宗祠：彰化縣福興鄉頂粘村19之1號（福寶溼地往東南約1公里）

粘氏為女真族（滿族舊名）後裔，始祖為金帝國皇族完顏粘沒喝，金國滅後以粘為氏。粘氏後人來台後聚居於本鄉粘厝，並建家廟以聚同族。其居民雖在文化上已大多漢化，但仍以女真族身份自居。

## 美食小吃
福興鄉的美食小吃有山海珍羊肉爐、林記手工麵線、林厝頭傳統手工麵線、吳家牛舌餅等。

## 外部連結
- 福興鄉公所 （页面存档备份，存于）
- 彰化縣福興鄉公所的Facebook專頁